# 波号第二百四十潜水艦
波号第二百四十潜水艦（はごうだいにひゃくよんじゅうせんすいかん）は、日本海軍の未成潜水艦。波二百一型潜水艦の1隻。戦後解体された。

## 艦歴
マル戦計画の潜水艦小、第4911号艦型の40番艦、仮称艦名第4950号艦として計画。
1945年8月1日、三菱重工業神戸造船所で仮称艦名第4948号艦、同第4949号艦と同時に起工。終戦時未成。17日、工事中止が発令され工程5%で工事中止。
1946年4月から6月にかけて、三菱重工業神戸造船所で解体された。